# Howling Bells
Howling Bells são uma banda de indie rock com origem em Sydney, Austrália no ano de 2004. Não demoraram muito tempo a decidir uma mudança de ares após a formação e decidiram mudar de armas e bagagens para Londres onde esperavam atingir massa crítica. Lançaram o primeiro álbum homónimo em 2006 pela editora Bella Union, tendo sido produzido por Ken Nelson. Receberam criticas extremamente favoráveis da imprensa musical como o NME (9/10) e Pitchfork (7.8/10) anunciando um sucesso duradouro. 
Passaram os dois anos seguintes numa tournée mundial (Europa, Austrália, Estados Unidos) e participaram em diversos festivais de verão em Inglaterra como Reading e Leeds. Não distantes da ribalta foram primeira parte de bandas como The Killers e Placebo na Europa e Snow Patrol na Austrália. A faixa Low Happening até aparece no jogo de vídeo EA Sports Rugby 08. 
O segundo album produzido por Nigel Godrich e com a participação de Dan Grech-Marguerat está para sair em breve contando já com o single disponível grátis no site, “Into the Chaos” e estando já disponível um vinil de edição limitada com o single no lado A e “The spirited Ones” no lado B.